# Eusterinx recurvata
Eusterinx recurvata är en stekelart som beskrevs av Dasch 1992. Eusterinx recurvata ingår i släktet Eusterinx och familjen brokparasitsteklar. Inga underarter finns listade i Catalogue of Life.